# Список газет видавництва «Шкільний світ»
Видавництво «Шкільний світ» засноване у 1996 році в Києві під назвою «Перше вересня», спеціалізується на виданні навчально-методичних періодичних видань та педагогічної літератури. За період видання видавництвом газет було засновано понад 25 найменувань. Найдовше видають газети, засновані в 1996 році — майже 30 років; найменше газету «Трудове навчання» — 17 років.
У цьому списку в алфавітному порядку подані газети, які видавало видавництво, зазначено основну інформацію про них, а саме: назву, рік початку видання, періодичність виходу, призначення, зміст (рубрики зазначені у окремих статтях про журнали або на сайті видавництва), головних редакторів.

## Список
| Назва                             | Засновано | Періодичність    | Призначення                                | Зміст | Головний редактор | Примітки      |
| --------------------------------- | --------- | ---------------- | ------------------------------------------ | --- | ----------------- | ------------- |
| «Біологія. Шкільний світ»         | 1998      | щомісяця         | для вчителів біології                      | актуальна інформація про різноманіття живої природи, унікальні властивості живих організмів та особливості їх життєдіяльності, новини та досвід методики викладання біології, форми проведення уроків та їх розробки, новини із наукового світу тощо. | Д. Кудрявцева     | [ 1 ]         |
| «Дефектолог»                      | 2007      | щомісяця         | для логопедів, дефектологів                | теоретичні матеріали: стисла інформація ключових позицій теми номера, а також практичні матеріали: конспекти занять, методичні рекомендації, корегувально-розвивальні програми для дітей з ООП за різними нозологіями, практичні матеріали для батьків тощо. | Є. Рудницька      | [ 2 ]         |
| «Директор школи»                  | 1997      | 4 рази на місяць | для керівників ЗЗСО та їхніх заступників   | науково-методичні поради керівникам освітніх закладів (планування, організація навчально-виховного процесу та методичної роботи); офіційні документи Міністерства освіти і науки України та фаховий коментар до них; висвітлює актуальні проблеми педагогіки, філософії сучасної освіти; надає юридичні консультації. | Н. Мурашко        | [ 3 ] [ 4 ]   |
| «Дитячий садок»                   | 1999      | 4 рази на місяць | для педагогів дошкільної освіти            | матеріали, присвячені фізичному вихованню та здоров'ю дітей, навчанню, ігровим прийомам на заняттях, цікавим педагогічними знахідкам, ознайомленню з дитячими творами письменників, розмовам з батьками, співпраці дитсадків із музеями, народним традиціям, фольклору тощо. | Т. Вороніна       | [ 5 ] [ 6 ]   |
| «Завуч»                           | 1999      | двічі на місяць  | для заступників директорів шкіл            | матеріали з нормативно-правової документації, методичної роботи, управлінських компетентностей, педагогічних технологій, психологічні поради, виховні системи, інтерв'ю, медіаосвіта, тощо. | В. Зоц            | [ 7 ] [ 8 ]   |
| «Зарубіжна література»            | 1996      | 6 разів на рік   | для вчителівзарубіжної літератури          | матеріали, необхідні для викладання навчального предмета зарубіжна література: розробки уроків, позакласні заходи, наукові та педагогічні статті, дослідження, обмін досвідом, опис технологій, переклади, методики, дискусійні статті, інтерв'ю, програми, документи, що регламентують викладання предмету у школі, конкурси, тощо. | ?                 | [ 9 ]         |
| «Здоров'я та фізична культура»    | 2004      | тричі на місяць  | для вчителів фізкультури та основ здоров'я | аналіз сучасних педагогічних технологій в контексті вивчення вказаних дисциплін, поради і рекомендації педагогів і науковців; розробки навчальних занять; науково-методичні матеріали з проблем формування здорового способу життя, навичок безпечної поведінки, профілактики негативних проявів у молодіжному середовищі тощо. | Н. Черненко       | [ 10 ] [ 11 ] |
| «Інформатика»                     | 1999      | щомісяця         | для вчителів інформатики                   | висвітлює сучасні підходи до викладання інформатики в школі та коледжах, пропонує читачу розробки готових структурованих уроків та заходів тощо. | ?                 | [ 12 ] [ 13 ] |
| «Історія України»                 | 1996      | 4 рази на місяць | для вчителів історії та правознавства      | матеріали для проведення уроків та позакласних заходів, дослідження вчених-істориків тощо. | Л. Черкаська      | [ 14 ] [ 15 ] |
| «Краєзнавство. Географія. Туризм» | 1996      | двічі на місяць  | для вчителів географії                     | матеріали про вивчення географії у школі, інноваційні методики вчених, перспективний досвід учителів, краєзнавчі дослідження і туристичні маршрути, розробки уроків та позакласних заходів, тематичні номери про регіони України, країни, компоненти природи й об'єкти Землі, повідомлення про видатні географічні події та відкриття, конференції, олімпіади, конкурси тощо. | В. Серебрій       | [ 16 ] [ 17 ] |
| «Математика»                      | 1998      | двічі на місяць  | для вчителів математики                    | новини математичної освіти, сучасні методичні розробки, методики і дидактики реалізації нових навчальних програм, планування, матеріали для організації олімпіад, турнірів, наукових досліджень тощо. | Сліпченко В.      | [ 18 ]        |
| «Позашкілля»                      | 2007      | щомісяця         | для працівників позашкільної освіти        | теоретико-практичні статті, інноваційні ідеї для керівників закладів позашкільної освіти та їхніх заступників; матеріали теоретичного та практичного змісту для роботи методичної служби в закладі; розробки семінарів-тренінгів, засідань методичної ради, майстер-класів для методистів та керівників гуртків, наукові дослідження в галузі розвитку позашкільної освіти, практичні розробки занять, тренінги для психологів, а також сценарії до свят, ігрових заходів та розважальних програм тощо. | О. Власенко       | [ 19 ]        |
| «Початкова освіта»                | 1999      | двічі на місяць  | для вчителів початкових класів             | матеріали для проведення уроків та позакласних заходів, розробки уроків, завдань тощо. | ?                 | [ 20 ] [ 21 ] |
| «Психолог»                        | 2002      | щомісяця         | для психологів                             | матеріали для проведення занять та тренінгів тощо. | А. Козлова        | [ 22 ]        |
| «Психолог дошкілля»               | 2007      | раз на 3 місяці  | для психологів дошкільних закладів         | матеріали для проведення занять та тренінгів, завдання для дітей тощо. | А. Козлова        | [ 23 ]        |
| «Соціальний педагог»              | 2007      | щомісяця         | для соціальних педагогів                   | актуальні питання соціальної педагогіки тощо. | Є. Рудницька      | [ 24 ]        |
| «Сучасна школа України»           | 2001      | щомісяця         | для усіх педагогічних працівників          | новини, практичні матеріали, інтерв'ю, професійні поради, іноземний досвід тощо. | Н. Харченко       | [ 25 ]        |
| «Трудове навчання»                | 2008      | щомісяця         | для вчителів трудового навчання            | розробки уроків, сучасні ідеї для учнів, завдання для підготовки до олімпіад, методичні рекомендації, матеріал для розвитку вчителя, новітні технології та їх застосування тощо. | К. Захленюк       | [ 26 ]        |
| «Українська мова та література»   | 1996      | щомісяця         | для вчителів української мови і літератури | матеріали для проведення уроків та позакласних заходів, розробки уроків, завдань тощо. | Н. Коваль         | [ 27 ]        |
| «Управління освітою»              | 2001      | щомісяця         | для керівників ЗЗСО                        | матеріали щодо менеджменту управління освітою, нормативно-правове забезпечення, аналітичні матеріали, інтерв’ю з лідерами освітньої спільноти тощо. | Н. Харченко       | [ 28 ]        |
| «Фізика»                          | 1998      | щомісяця         | для вчителів фізики                        | матеріали для проведення уроків та позакласних заходів, розробки уроків, завдань тощо. | В. Сліпченко      | [ 29 ]        |
| «Хімія. Шкільний світ»            | 1998      | щомісяця         | для вчителів хімії                         | матеріали для проведення уроків та позакласних заходів, розробки уроків, завдань тощо. | ?                 | [ 30 ]        |
| «Шкільний світ»                   | 1997      | щомісяця         | для педагогів                              | пратикоорієнтовані матеріали та матеріали методичного характеру, перевірений досвід, сучасні інструменти, цікаві практики та нові ідеї вчителів-практиків тощо. | ?                 | [ 31 ]        |
| «English»                         | 2000      | щотижня          | для вчителів англійської мови              | офіційні документи для педагогів, методичні рекомендації, календарно-тематичне планування, розробки уроків, позакласних заходів з англійської мови тощо. | Т. Михайленко     | [ 32 ] [ 33 ] |